# تيري بلير (سفاح متسلسل)
تيري أنطوني بلير (بالإنجليزية: Terry Blair) (ولد في 16 سبتمبر1961) هو قاتل أمريكي متسلسل اغتصب وقتل ما لا يقل عن سبع نساء في مدينة كنساس بولاية ميسوري.

## تاريخ العائلة
ولد تيري بلير في عائلة واجهت العديد من المشكلات مع نظام العدالة الجنائية. كان الابن الأكبر من بين عشرة أشقاء. وولد لأم عانت من مرض عقلي وقد أكملت الصف التاسع فقط. ولديه ولدان هما تيري بلير الابن ومارسيل جونسون، ولديه حفيدان هما ديماركس وكيمون جونسون.